# São Gregório (Caldas da Rainha)
São Gregório ist eine Gemeinde (Freguesia) im portugiesischen Kreis Caldas da Rainha. In ihr leben 888 Einwohner (Stand 30. Juni 2011).